# Fläckvingad rosenfink
Fläckvingad rosenfink (Carpodacus rodopeplus) är en bergslevande asiatisk fågel i familjen finkar inom ordningen tättingar.

## Kännetecken

### Utseende
Fläckvingad rosenfink är en medelstor till stor (15–17 cm) rosenfink med kraftig näbb och något kluven stjärt. Hanen har rosa ögonbrynsstreck och undersida, brunröd ovansida och skära spetsar på vingtäckare och tertialer. Honan har tydligt beige ögonbrynsstreck, beige tertialspetsar och gulbrun undersida med kraftig streckning på strupe och bröst. Jämfört med hona brun rosenfink är ögonbrynsstrecket tydligare, med blekare och mer streckad strupe, mörka örontäckare och tydligare vingband.

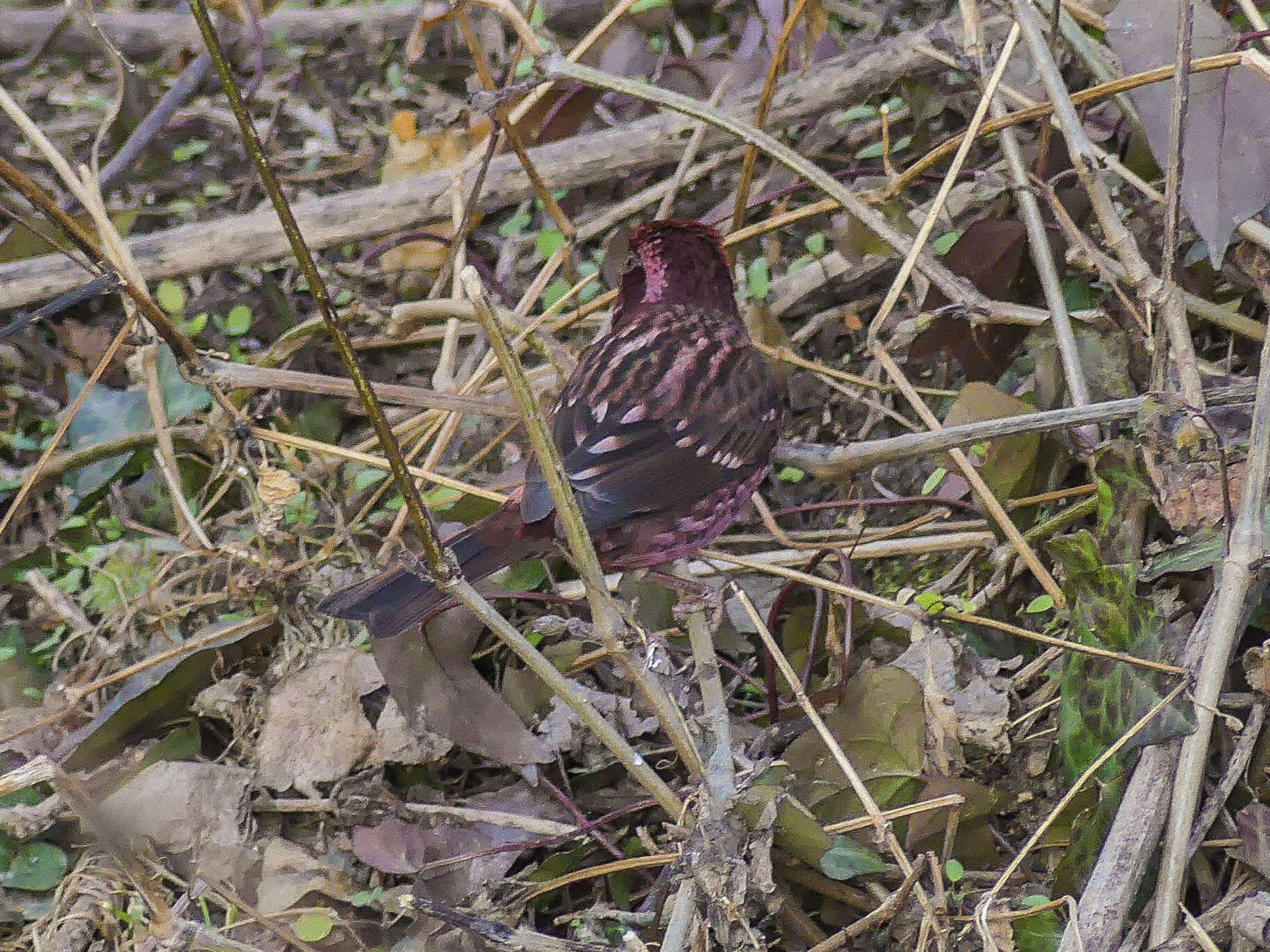
Hane med den karakteristiska ryggteckningen.

Närbesläktade yunnanrosenfinken (som tidigare behandlades som en underart) skiljer sig genom mindre näbb, tydligt ljusare övergump, långa svarta streck på ovansidan och hos hanen samt hos hanen överlag tydligt blekare ljusrosa.

### Läte
Arten är mestadels tyst och sången är inte dokumenterad. Ibland hörs ett vittljudande "chirp".

## Utbredning och systematik
Fläckvingad rosenfink förekommer i Himalaya, från norra Uttarakhand i norra Indien till Nepal och södra Xizang i sydvästra Kina. Tidigare betraktades yunnanrosenfink (C. verreauxii) som underart till fläckvingad rosenfink, men den urskiljs nu oftast som egen art baserat på både genetiska och utseendemässiga skillader. Den behandlas som monotypisk, det vill säga att den inte delas in i några underarter.

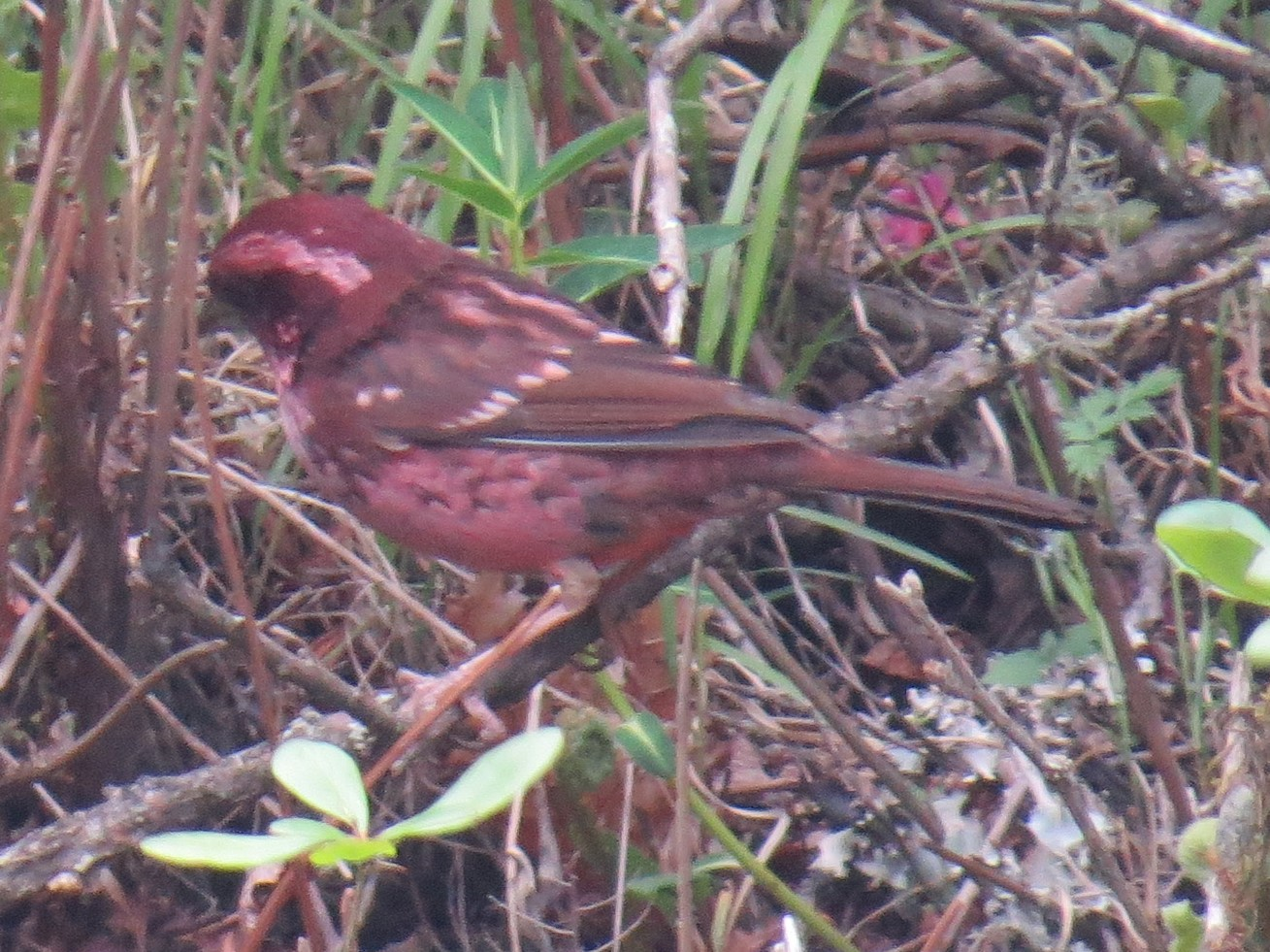
Hane fotograferad i Nepal.

## Levnadssätt
Fläckvingad rosenfink häckar i rhododendronsnår ovan trädgränsen på mellan 3000 och 4600 meters höjd. Vintertid söker den sig till lägre regioner och hittas i undervegetation i skog. Födan är dåligt känd, men tros mestadels bestå av frön och nypon. Den födosöker på marken och i buskar, men kan ofta ses sitta synlig i en busktopp. Även häckningsbiologin råder det kunskapsbrist kring, men tros häcka i juli och augusti.

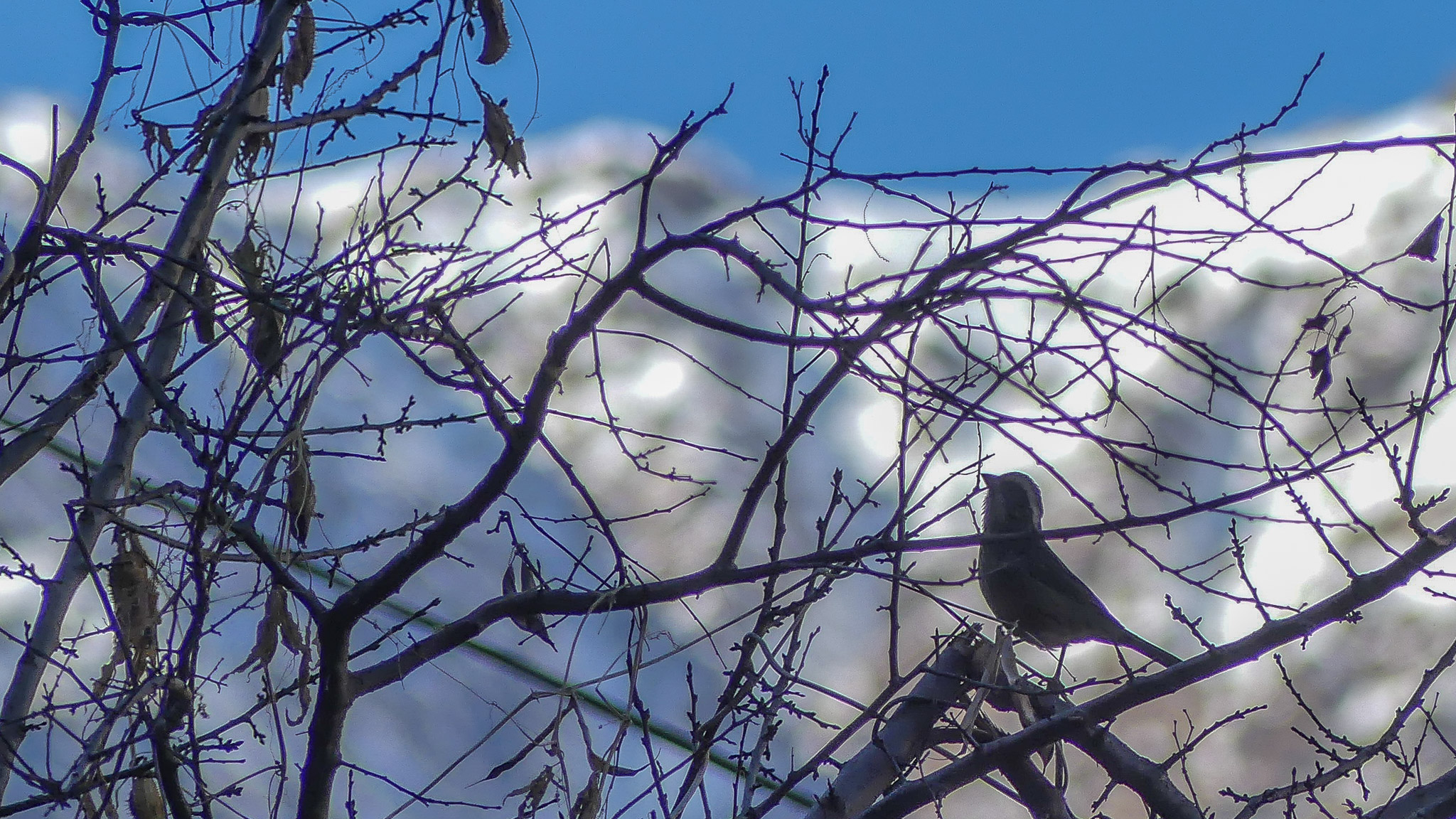

## Status och hot
Arten har ett stort utbredningsområde och en stor population med stabil utveckling och tros inte vara utsatt för något substantiellt hot. Utifrån dessa kriterier kategoriserar internationella naturvårdsunionen IUCN arten som livskraftig (LC).